# Ludwig Bartels (Politiker, 1876)
Ludwig Bartels (* 8. November 1876 in Berlin; † 9. Januar 1944 in Teplitz-Schönau) war ein deutscher Lithograf, Redakteur und Politiker (Regierungspräsident).

## Leben
Bartels war ab 1907 als Redakteur bei der „Chemnitzer Volksstimme“ beschäftigt und übernahm 1911 die Leitung der Tageszeitung „Märkische Volksstimme“ in Cottbus. Ab 1917 leistete er im Ersten Weltkrieg Kriegsdienst. 1918 wurde Bartels Vorsitzender des Vollzugsausschusses beim Landratsamt in Cottbus und im selben Jahr auch Beigeordneter in der Regierung Frankfurt. Im Jahr 1919 bis schließlich 1930 wirkte Bartels zuerst kommissarisch, dann als amtierender Regierungspräsident im Regierungsbezirk Frankfurt.